# Saint-Jean-du-Falga
 Saint-Jean-du-Falga  là một xã ở tỉnh Ariège, thuộc vùng Occitanie ở phía tây nam nước Pháp.